# Jean Liévin Joseph Sion Khâm
Jean Liévin Joseph (Giuse) Sion Khâm (10 tháng 6 năm 1890 - 19 tháng 8 năm 1951) là một giám mục truyền giáo người Pháp, phục vụ tại Việt Nam. Ông từng giữ chức vụ Giám mục Tông toà Giáo phận Kon Tum từ năm 1942 đến năm 1951.
Rời quân ngũ, thầy Jean Sion trở lại chủng viện Paris tiếp tục học hành và dọn mình lãnh chức Thánh. Ngày 28 tháng 02 năm 1920, ông lãnh nhận chức Phó tế và gần 1 tháng sau, ngày 20 tháng 3, ông được thụ phong linh mục lúc mới 30 tuổi.
Lễ tấn phong Giám mục của ông được cử hành tại nhà thờ chính tòa Qui Nhơn, ngày 22 tháng 4 năm 1942 nhằm lễ Thánh Giuse Quan Thầy Giáo hội.
Ngày 19 tháng 8 năm 1951, ông qua đời, thọ 61 tuổi với 31 năm linh mục và 9 năm giám mục.